# Jakopičevo sprehajališče
Jakopičevo sprehajališče je glavni del Plečnikove promenade, s katero je Plečnik posegel v urbanistično ureditev Lattermannovega drevoreda v ljubljanskem parku Tivolu.
Sprehajališče pa je v uporabi tudi kot stalni razstavni prostor oz. galerija na prostem.

## Zasnova
Sprehajališče poteka od stopnišča grada Tivoli do podhoda pod železniško progo oz. trikotnega parka.
Plečnik je sprehajališče uredil kot 25 m široko peščeno pot z robniki, 23 sredinsko postavljenimi betonskimi nosilci za steklene svetilke (med njimi pa je uredil cvetlično gredo) in klopmi ob straneh, nato pa je še promenado razširil z novo zasajenim drevoredom. S tem je ne le vzpostavil povezavo med gradom Tivoli in centrom, ampak tudi povezal posamezne dele parka med seboj. Zaradi pogostega vandalizma so odstranili prvotne svetilke in jih nadomestili s kopijami.
Leta 2009 je bila promenada in s tem tudi sprehajališče, kot Plečnikovo delo, razglašena za kulturni spomenik državnega pomena.